# Diaspora marocaine aux Pays-Bas
La diaspora marocaine aux Pays-Bas est démographiquement le sixième groupe ethnico-culturel le plus important du pays. Selon le recensement du Bureau central de la statistique (CBS) datant de 2022, 419 272 allochtones marocains, davantage issus de la deuxième génération que la première, vivaient aux Pays-Bas. Une partie des Néerlandais d'origine marocaine berbère parlent à la maison l'une des langues berbères, principalement le rifain (ou tarifit). Une autre partie parle à la maison l'arabe marocain. La plus jeune génération surnommé les Mocro's, quant à elle, parle le plus souvent le néerlandais avec un mélange de rifain et arabe marocain.

## Histoire

### Relations entre les pirates et les commerçants
Les premiers contacts entre les Néerlandais et les Marocains ont été établis au XVIe siècle. Les navires marchands hollandais qui parcouraient le long de la côte atlantique et la partie occidentale de la mer Méditerranée étaient régulièrement l'objet d'attaques de pirates barbaresques. Souvent, les membres de l'équipage étaient faits prisonniers par les pirates, et de nombreux Néerlandais furent retrouvés dans les marchés d'esclaves des villes nord-africaines. Toutefois, la vie de corsaire attira également de nombreux Néerlandais, dont quelques dizaines sont devenus capitaines de navires pirates et se sont convertis à l'islam. Certains d'entre eux achetèrent pour les émanciper les esclaves et laisser les libres les navires en provenance de l’État néerlandais, dont ils espéraient en retour des faveurs. Durant la guerre de Quatre-Vingts Ans, les Pays-Bas se sont alliés avec les pirates barbaresques pour lutter ensemble contre l'Espagne. En 1608, le sultan du Maroc Zaidan el-Nasir envoya à La Haye le marchand et diplomate juif Samuel Pallache pour négocier avec les États généraux des Provinces-Unies une alliance d'assistance mutuelle contre l'Espagne. Le traité fut signé en 1610.

### Histoire contemporaine
Les Marocains étaient peu nombreux durant la première vague d'immigration aux Pays-Bas, entre le milieu des années 1940 et le milieu des années 1960, constituée essentiellement d'individus en provenance des anciennes colonies néerlandaises. La première génération d'allochtones marocains est constituée d'individus venus dans les années 1960 et 1970 pour répondre aux appels de main-d’œuvre, et de leur famille, dans le cadre de la politique du regroupement familial. Le recrutement de travailleurs marocains s'est poursuivi jusqu'en 1973. À cette date, 22000 Marocains vivaient dans le pays. Malgré le fait que les migrants marocains n'étaient qu'invités à travailler aux Pays-Bas avant de retourner chez eux, leur nombre n'a pas diminué. Aussi, en 1980, on compte dans le pays 72 000 allochtones marocains ; 168 000 en 1990 ; et 335 127 en 2008. Outre la politique du regroupement familial, le taux de natalité élevé des immigrés marocains a contribué au doublement de leur nombre entre 1990 et 2008. Ainsi, en 2008, 47 % des Marocains vivant aux Pays-Bas sont nés aux Pays-Bas.

## Démographie
| Commune     | Population | %     |
| ----------- | ---------- | ----- |
| Amsterdam   | 75 085     | 9 %   |
| Rotterdam   | 42 362     | 6,7 % |
| La Haye     | 28 900     | 5,7 % |
| Utrecht     | 28 600     | 8,9 % |
| Almere      | 7 300      | 3,7 % |
| Gouda       | 6 800      | 9,6 % |
| Eindhoven   | 5 900      | 2,7 % |
| Tilbourg    | 5 700      | 2,7 % |
| Breda       | 5 500      | 3,1 % |
| Leyde       | 5 300      | 4,4 % |
| Bois-le-Duc | 4 700      | 3,3 % |
| Helmond     | 3 800      | 4.3%  |
| Zeist       | 3 400      | 5.5%  |
| Venlo       | 3 100      | 3,1 % |
| Weert       | 2 100      | 4,3 % |
| Culemborg   | 2 000      | 7,2 % |
| Pays-Bas    | 460 000    | 3.2%  |

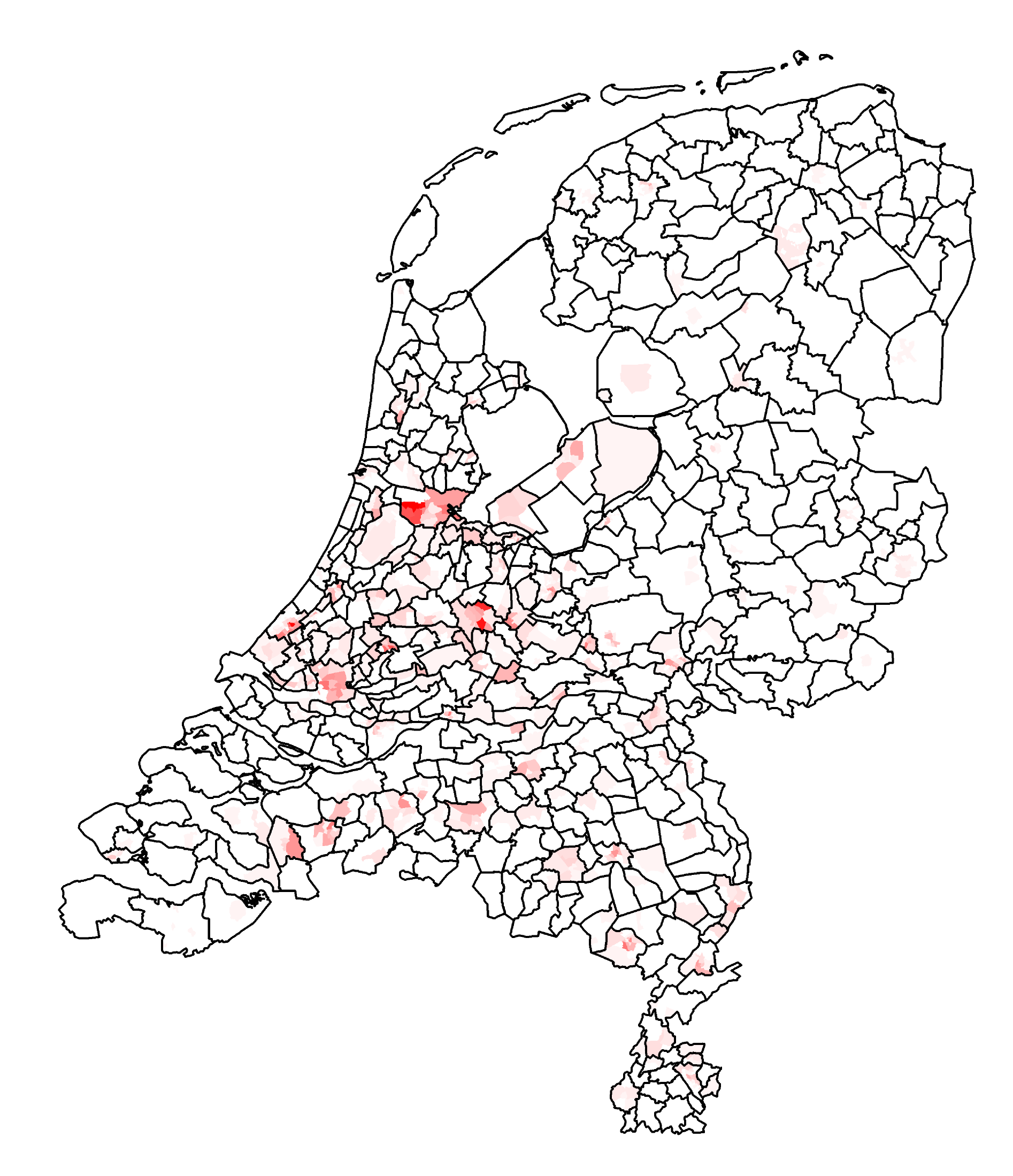
Proportion de Marocains par communes et quartiers. Le rouge vif désigne le maximum, 24 %. (Bureau central de la statistique, 2007)

En tenant compte de tous les habitants dont au moins l’un des deux parents est né au Maroc, la population marocaine s’établir au 1er janvier 2005 à 315 000. Parmi eux, plus de la moitié (53 %) sont nés au Maroc et appartiennent ainsi à la première génération ; tandis que les 47 % constituent la deuxième génération. Les Marocains de troisième génération, c’est-à-dire dont les parents sont nés aux Pays-Bas et dont l’un des grands-parents est né au Maroc, sont encore peu nombreux : en 2005, le CBS établit leur nombre à maximum de 2 000 personnes.
La structure d’âge de la population marocaine aux Pays-Bas dans les années soixante est typique de celle de migrants, à savoir des hommes dans leur majorité et assez peu d’enfants et de personnes âgées. Depuis, avec la politique de regroupement familial, la structure d’âge s’est largement normalisée. La proportion de personnes âgées reste toutefois très marginale au regard de la population néerlandaise dans son ensemble : 2.9 % des Marocains établis sur le sol néerlandais ont plus de 65 ans, contre 14 % sur l’ensemble de la population. Par ailleurs, la pyramide d’âge est relativement large, en raison de la fécondité élevée.
Le nombre d’immigrés clandestins marocains aux Pays-Bas est estimé en 2005 par le CBS à 11 900 contre 23 800 en 2001. Ce nombre représente 4 à 8 % de la population marocaine totale du pays, avec une concentration dans les quatre plus grandes villes (Amsterdam, Rotterdam, La Haye, Utrecht).
Compte tenu de sa fécondité élevée, la population marocaine continuera à croître dans l’avenir, plus rapidement que les communautés turques, surinamaises ou antillaises. Selon le pronostic du CBS en 2005, la population marocaine est estimée en 2025 à 423 000, soit 2.5 % de la population néerlandaise totale. L’immigration marocaine ralentit également le processus de vieillissement de la population des Pays-Bas. La diaspora marocaine connait cependant elle aussi un vieillissement, notamment en raison d’une fertilité moins importante de la deuxième génération.
En règle générale, les Marocains se marient plus jeunes que les Néerlandais autochotones, mais plus tardivement que les allochtones turcs. En 2005, un quart des femmes marocaines âgées entre 18 et 27 ans étaient mariées, et près de 10 % des hommes marocains de la même tranche d’âge. Ces chiffres ne prennent en comptent que ceux nés au Maroc pas leurs descendants nés sur le territoire néerlandais.

## Culture

### Langues
Bien qu'une grande partie de la première génération d'allochtones marocains aux Pays-Bas parlassent une des langues berbères, aucun enseignement n'a été institué pour ces langues. Le Maroc n'en garantissait ni le caractère officiel, ni leur enseignement dans les écoles. Aussi, de nombreux parents ont-ils privilégié à leurs enfants un apprentissage basique de l'arabe.

## Processus d'intégration aux Pays-Bas
Selon un rapport commandé par la ministre de l'Intégration Rita Verdonk, les Marocains de la deuxième et troisième génération sont mieux intégrés dans la société néerlandaise que ne le sont par exemple leurs pairs d'origine chinoise ou turque. Ces Marocains ont une meilleure connaissance de la langue néerlandaise, qui peut s'expliquer par le fait qu'aucun média de masse n'est disponible en arabe marocain ou langue berbère, alors que les Chinois et les Turcs bénéficient de médias dans leur langue respective.
Selon un porte-parole de l'Office de planification sociale et culturelle (Sociaal en Cultureel Planbureau, SCP), cette intégration plus aisée s'explique par le fait que la communauté marocaine bénéficie de moins de bagages culturels que leurs pairs et qu'ils sont, par conséquent, moins enclins à se replier sur eux-mêmes et ont tendance à rechercher à être acceptée en dehors de leur propre groupe.
Les Marocains font plus souvent appel à l'aide sociale que les autochtones : en 2007, 22.3 % des Marocains âgés de 15 à 64 ans recevaient une aide sociale, contre 10 % pour la population autochtone du même âge. Cette proportion est la plus importante des quatre plus grands groupes ethnico-culturels non-occidentaux présents aux Pays-Bas. Néanmoins, la deuxième génération est mieux insérée sur le marché de l'emploi que la première. Entre 2001 et 2007, à l'instar des autres groupes, la proportion de Marocains bénéficiant de prestations sociales a diminué.
En 2002, un rapport de l’institut Verweij-Joncker sur les loisirs des allochtones turcs et marocains présents aux Pays-Bas et intitulé « I know my friends from the street », illustre le fait que les Marocains tendent à passer leur temps libre avec des membres du même groupe ethnique et du même sexe qu'eux, et s’adonnent à des loisirs fortement marqués par la culture marocaine.
Dans les années 1990, plusieurs associations sont fondées en vue de promouvoir la culture des allochtones marocains. Ainsi, en 1996, Hassan Bousetta conclut que la communauté marocaine des Pays-Bas avait un modeste soutien du gouvernement néerlandais pour ses projets artistiques et culturels.